# Woodburn (Kentucky)
Woodburn és una població dels Estats Units a l'estat de Kentucky. Segons el cens del 2000 tenia 323 habitants.

## Demografia
Segons el cens del 2000, Woodburn tenia 323 habitants, 108 habitatges, i 83 famílies. La densitat de població era de 283,4 habitants/km².
Dels 108 habitatges en un 35,2% hi vivien nens de menys de 18 anys, en un 63,9% hi vivien parelles casades, en un 9,3% dones solteres, i en un 23,1% no eren unitats familiars. En el 20,4% dels habitatges hi vivien persones soles el 10,2% de les quals corresponia a persones de 65 anys o més que vivien soles. El nombre mitjà de persones vivint en cada habitatge era de 2,55 i el nombre mitjà de persones que vivien en cada família era de 2,93.
Per edats la població es repartia de la següent manera: un 20,1% tenia menys de 18 anys, un 5,3% entre 18 i 24, un 26,9% entre 25 i 44, un 22% de 45 a 60 i un 25,7% 65 anys o més.
L'edat mediana era de 44 anys. Per cada 100 dones de 18 o més anys hi havia 81,7 homes.
La renda mediana per habitatge era de 41.071 $ i la renda mediana per família de 48.000 $. Els homes tenien una renda mediana de 27.083 $ mentre que les dones 16.875 $. La renda per capita de la població era de 13.078 $. Entorn del 9,1% de les famílies i el 15% de la població estaven per davall del llindar de pobresa.

## Poblacions més properes
El següent diagrama mostra les poblacions més properes.